# Comment font les gens
Pour plus de détails, voir Fiche technique et Distribution.
Comment font les gens est un moyen métrage français de Pascale Bailly, sorti en 1993.

## Synopsis
Hervé (Marc Citti) vient de rompre avec Irène (Sandrine Kiberlain qui se fait consoler par son amie Emmanuelle (Eva Ionesco chez laquelle il vit dorénavant. Il rencontre Yvette (Elsa Zylberstein).

## Fiche technique
- Titre français : Comment font les gens
- Réalisation : Pascale Bailly
- Scénario : Pascale Bailly
- Photographie : Benoît Delhomme
- Production : Eric Mahé
- Pays d'origine :  France
- Format : couleurs
- Genre : comédie
- Date de sortie : 1993

## Distribution
- Elsa Zylberstein : Yvette
- Géraldine Pailhas : Léa
- Frédéric Pierrot : Serge
- Sandrine Kiberlain : Irène
- Marc Citti : Hervé
- Eva Ionesco : Emmanuelle
- Alain Fromager : Gilles